# Ricardo Fischer
Ricardo Fischer (San Paolo, 16 maggio 1991) è un cestista brasiliano con cittadinanza austriaca.

## Carriera
Con il Brasile ha disputato i Campionati americani del 2015.

## Palmarès
- Liga Sudamericana: 1

Bauru: 2014
- FIBA Americas League: 1

Bauru: 2015